# Стеван Несторовић
Стеван Несторовић (Ужице, 17. март 1935 — Београд, 1. септембар 1995) је био српски песник и новинар.

## Биографија
Рођен је 17. марта 1935. године у Ужицу. У родном граду завршио је основну и средњу школу. Поезију почиње да пише у гимназији. У то време у Ужицу се окупљају књижевно даровити средњошколци, међу којима су били и Љубомир Симовић, Петар Тешић, Љубивоје Ршумовић, Владан Митровић, Миљко Митровић, Секула Бановић... Посебно се издваја тзв. Ужички квартет — Љубомир Симовић, Стеван Несторовић, Живорад Жика Миновић и Врбислава Кика Старовић. Прве песме објављује у листовима и часописима. Студирао је југословенску и светску књижевност на тадашњем Филозофском факултету у Београду.
Песме, прозу и есеје објављивао је од 1951. године у преко 80 листова, часописа и на радију. Један је од првих новинара листа Радио ТВ ревија. Новинарским и уредничким послом бавио се и касније — у часопису Наша реч, затим у Већу Савеза синдиката Југославије (као новинар-уредник), потом у Привредном прегледу (као графички уредник) и Друштву уметника Стари град (као лектор и уредник).
Објављене су му две збирке поезије — Време сна (1985) у издању пожешког књижевног друштва Развигор и Сањам живот (1996) у издању београдског Друштва уметника Стари град.
Његова поезија, најпре многе песме антологијске вредности, обезбедиле су му место у Лексикону писаца Југославије, који га сврстава у водеће младе српске песнике средином педесетих година XX века.
Поводом 90 година од рођења и 30 година од смрти песника, Народно дело из Београда објавило је ново издање књиге Сањам живот, 2025. године.
Стеван Несторовић умро је 1. септембра 1995. од последица саобраћајног удеса.